# Mulberry (marca)
Mulberry es una empresa británica de moda fundada en 1971 en Somerset, Inglaterra. Es conocida por sus artículos de cuero de lujo y accesorios de moda, en particular los bolsos de mano para mujer.

## Historia

### Primeros años
La empresa fue fundada en 1971 por Roger Saul y su madre, Joan. En 1973, abrieron una fábrica en Chilcompton,Somerset, Inglaterra. El área ya era conocida por la fabricación de cuero, especialmente por la marca de zapatos Clarks.
Mulberry se estableció como una marca británica de estilo de vida que se destacó por sus bolsos de cuero para cazadores furtivos, incluido el bolso binocular y el bolso de despacho. La gama incluye moda masculina y femenina, complementos de piel y calzado. Mulberry Group plc cotiza en la Bolsa de Valores de Londres como MUL, y los accionistas con 250 o más acciones tienen derecho a un 20% de descuento en las tiendas de Mulberry.
En 2000, Saul contrató a Scott Henshall como director creativo de Mulberry. En ese momento, la empresa estaba en números rojos y se reclutó a Henshall para transformar la empresa. Produjo artículos de joyería y fue responsable de las colecciones de moda y accesorios, así como del cambio de marca y la publicidad de Mulberry, donde Henshall eligió a Anna Friel como el rostro de Mulberry. Colocó la marca en las principales celebridades, incluidas Victoria Beckham, Kate Winslet, Cameron Diaz y Zara Tindall. Henshall partió de Mulberry en 2001 para centrarse en su propia colección principal.
En 2006, Mulberry lanzó un programa de aprendizaje para alentar a los jóvenes locales a aprender habilidades de producción y brindar capacitación y empleo a la comunidad local. A los aprendices que se gradúan del programa se les ofrece un trabajo en las fábricas de Somerset.
La compañía reportó ingresos en 2012 de 168,5 millones de libras esterlinas y un ingreso operativo de 35,4 millones de libras esterlinas, con un ingreso neto de 36 millones de libras esterlinas.

### Tiempos recientes

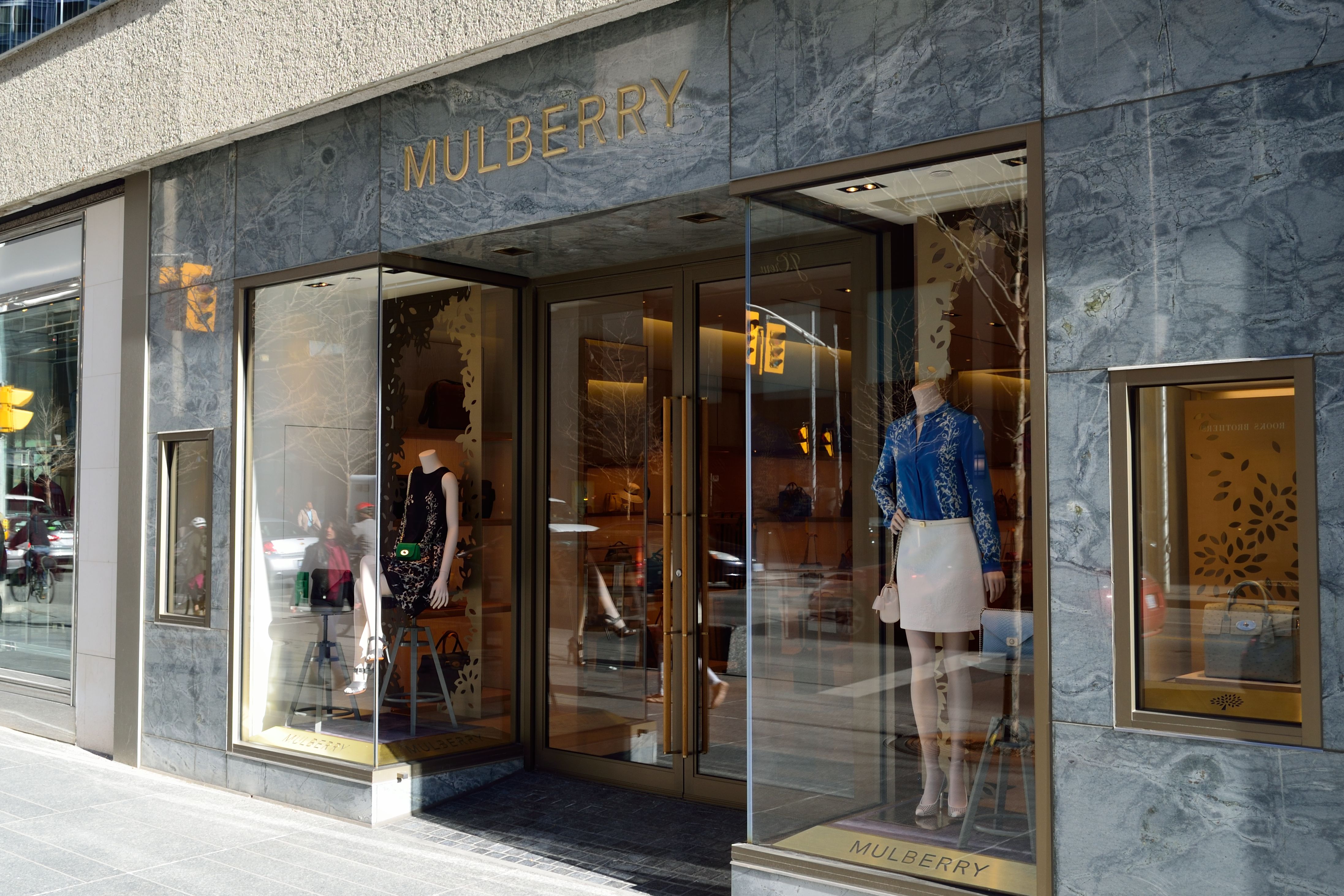
Tienda de Mulberry en Toronto.

En 2013, Luke Leitch de The Telegraph entrevistó a Ian Scott, director de un grupo de suministros en Mulberry Chilcompton Somerset . Afirmó que «muchos artículos, incluidos todos los bolsos para hombres, se fabrican en tres fábricas turcas que también utilizan marcas como Dunhill y Givenchy». Los pequeños artículos de cuero, como carteras y soportes para teléfonos, se fabrican en China, al igual que el equipaje de grano escocés Mulberry.
La diseñadora Emma Hill se unió a Mulberry en 2007. A Hill se le atribuyó la creación de artículos para la empresa, como el bolso Alexa Chung. Las ganancias de la empresa fueron sólidas inicialmente después del nombramiento de Hill, sin embargo, la marca tuvo problemas durante la crisis crediticia y emitió dos advertencias de ganancias el año anterior. En junio de 2013, se anunció que Hill dejaría la marca debido a diferencias creativas. Los precios de las acciones de la compañía cayeron a raíz del anuncio.
Durante el año 2014, se abrieron cuatro nuevas tiendas operadas directamente en EE. UU. y en Alemania, se abrió una nueva concesión en Francia y la tienda del Aeropuerto de Stansted se cerró temporalmente debido a la remodelación de la terminal. Al 31 de marzo de 2015 había 70 tiendas operadas directamente.
Para el año finalizado el 31 de marzo de 2015, Mulberry Group anunció que los ingresos totales de la compañía fueron de 148,7 millones de libras (229,5 millones de dólares), un 9% menos que los 163,5 millones de libras (252,5 millones de dólares) en 2013, lo que reflejaba un pequeño crecimiento en las ventas minoristas que fue compensado por una disminución en las ventas al por mayor.
En marzo de 2017, Mulberry lanzó su negocio Mulberry Asia con Challice, un socio de empresa conjunta. En julio de 2017, Mulberry firmó un acuerdo con Onward Global Fashion en Japón para formar una empresa conjunta llamada Mulberry Japan, con sede en Tokio.
En febrero de 2020, Frasers Group de Mike Ashley compró una participación del 12,5% en Mulberry, que según un periodista de negocios de The Times tiene un valor de alrededor de £19 millones.

## Tiendas y fábricas
Mulberry tiene tiendas en todo el Reino Unido y en todo el mundo, incluidos Europa, EE. UU., Australia y Asia. Tiene oficinas registradas en Somerset, Londres y Nueva York. Mulberry continúa fabricando artículos de cuero de diseñador en su fábrica original de Somerset, llamada The Rookery. En el verano de 2013, la segunda fábrica de Mulberry, también con sede en Somerset, comenzó a producir. Fue nombrada formalmente The Willows en marzo de 2014, en honor a la cercana escultura de Willow Man.